# Joaquín Galera
Joaquín Galera Magdelano (Baúl, 25 marzo 1940 – 14 aprile 2025) è stato un ciclista su strada spagnolo.
Professionista tra il 1961 e il 1972, vinse una tappa al Tour de France.

## Carriera
Si distinse soprattutto come scalatore. I principali successi da professionista furono il campionato spagnolo di montagna e la Subida a Arrate nel 1964, una tappa al Tour de France, la Vuelta a los Valles Mineros e la Subida al Naranco nel 1965, la Subida a Urkiola nel 1968 e la Subida a Arrate nel 1970. Anche suo fratello Manuel Galera (3 dicembre 1942 - 14 febbraio 1972) fu un ciclista professionista. Nel 1968 fu squalificato al Giro d'Italia per uso di sostanze dopanti, insieme ad altri 8 corridori.

## Palmarès
- 1964

Campionato spagnolo della montagna
Subida a Arrate
La Reineta
- 1965

Vuelta a los Valles Mineros
16ª tappa Tour de France (Gap > Briançon)
Subida al Naranco
La Reineta
- 1966

La Reineta
- 1967

3ª tappa Vuelta a La Rioja
1ª tappa Escalada a Montjuïc
- 1968

Subida a Urkiola
1ª tappa Vuelta a Castellón
2ª tappa Vuelta a Castellón
Classifica generale Vuelta a Castellón
- 1969

2ª tappa Vuelta al País Vasco (Vitoria > Pamplona)
- 1970

Subida a Arrate
5ª tappa Vuelta a Andalucía (Cadice > Ronda)

### Altri successi
- 1967

Criterium di Getxo
- 1969

Criterium di Laguirande

## Piazzamenti

### Grandi Giri
- Giro d'Italia

1968: squalificato (19ª tappa)
- Tour de France

1964: 17º
1965: 37º
1966: 15º
1969: 11º
- Vuelta a España

1965: 16º
1970: 8º
1971: 34º